# Amos Lapidot
Amos Lapidot (hebrejsky עמוס לפידות‎, 1934 – 20. listopadu 2019) byl bojový pilot a generál Izraelských obranných sil. V letech 1982 až 1987 působil jako v pořadí desátý velitel Izraelského vojenského letectva.

## Biografie
Narodil se ve městě Kfar Saba ještě za dob britské mandátní Palestiny. Po vstupu do izraelských obranných sil nejprve působil u dělostřelectva, ale nakonec přešel k rodícímu se letectvu. Létal na strojích P-51 Mustang, Gloster Meteor a Dassault Ouragan.
Během Sinajské války létal na strojích Ouragan a Dassault Mystère IV. V roce 1961 přešel na letoun Dassault Mirage III a stal se zástupcem velitele 101. peruti, která byla první jednotkou těchto letounů u izraelského letectva. V roce 1962 mu bylo svěřeno velení 113. peruti Ouraganů a v roce 1965 se stal velitelem 101. peruti, kterou vedl do šestidenní války v roce 1967. V roce 1970 byl pověřen vedením oddělení zbraní u letectva a v roce 1973 se stal velitelem letecké základny Chacor, kterou vedl během jomkipurské války téhož roku.
V roce 1975 stanul v čele letecké rozvědky a v roce 1981 se stal ředitelem izraelského projektu vývoje bojového letounu IAI Lavi. O rok později byl povýšen do hodnosti generálmajora (aluf) a byl jmenován velitelem letectva.
Během jeho působení v této funkci obdrželo letectvo další americké letouny F-16 Fighting Falcon a vylepšilo svůj zbraňový arzenál o izraelské střely AGM-142 Have Nap. Pod Lapidotovou záštitou provedlo letectvo úder proti velitelství Organizace pro osvobození Palestiny (OOP) v Tunisku, známý pod kódovým názvem operace Dřevěná noha. V roce 1987 dokončil své funkční období a post velitele letectva předal Avihu Ben Nunovi.
V roce 1988 Lapidot vytvořil think-tank. V letech 1998 až 2001 byl prezidentem izraelského technologického institutu Techion.